# Simulium nilgiricum
Simulium nilgiricum är en tvåvingeart som beskrevs av Puri 1932. Simulium nilgiricum ingår i släktet Simulium och familjen knott. Inga underarter finns listade i Catalogue of Life.